# Vito (Musiker)
Vito (* 1995 oder 1996; bürgerlich Vito Kovach; Eigenschreibweise vito) ist ein Sänger, Songwriter und Musikproduzent.
Kovach hat an der Popakademie Baden-Württemberg studiert. Erste Erfolge als Songwriter konnte er 2017 mit der Single Rooftop von Nico Santos erzielen, die mit insgesamt 8 Platin-Schallplatten ausgezeichnet wurde. Im selben Jahr erschien eine englischsprachige Single unter dem Künstlernamen Vitø. Seit 2022 veröffentlicht er deutschsprachige Musik als vito.

## Diskografie

### Singles
- 2017: You Better Be Mine (als Vitø)
- 2022: deadline.
- 2022: Warum (Babel) (mit Lune & Gustavo Bravetti)
- 2022: niemals
- 2022: Kiki / Dopamin (mit Yung Saint Paul)
- 2022: dein freund
- 2023: Narben (Kool Savas & Takt32 feat. Vito)
- 2023: hotel
- 2023: Unlösbare Gleichung (Takt32 feat. Vito)
- 2023: Shoutout (mit Jumpa)
- 2023: 4 Life (mit Badmómzjay & Takt32)

### Autorenbeteiligungen und Produktionen
Vito als Autor (A) und Produzent (P) in den Charts

| Jahr | Titel Interpretation           | Höchstplatzierung, Gesamtwochen, AuszeichnungChartplatzierungen (Jahr, Titel, Interpretation, Platzierungen, Wochen, Auszeichnungen, Anmerkungen) | Höchstplatzierung, Gesamtwochen, AuszeichnungChartplatzierungen (Jahr, Titel, Interpretation, Platzierungen, Wochen, Auszeichnungen, Anmerkungen) | Höchstplatzierung, Gesamtwochen, AuszeichnungChartplatzierungen (Jahr, Titel, Interpretation, Platzierungen, Wochen, Auszeichnungen, Anmerkungen) | Anmerkungen                                                  |
| Jahr | Titel Interpretation           | DE | AT | CH | Anmerkungen                                                  |
| --- | ------------------------------ | --- | --- | --- | ------------------------------------------------------------ |
| 2017 | Rooftop A Nico Santos          | DE5 ×2Doppelplatin · (32 Wo.)DE | AT2 Platin · (24 Wo.)AT | CH5 ×5Fünffachplatin · (29 Wo.)CH | Erstveröffentlichung: 29. September 2017 Verkäufe: + 930.000 |
| 2021 | S.O.S A Lune                   | DE98 (1 Wo.)DE | — | — | Erstveröffentlichung: 29. Januar 2021                        |
| 2021 | Rosenkrieg A Loredana & Mozzik | DE1 (7 Wo.)DE | AT5 (4 Wo.)AT | CH2 (5 Wo.)CH | Erstveröffentlichung: 28. Mai 2021                           |
| 2021 | Hab nur eine Bitte. A Lune     | DE15 (7 Wo.)DE | — | CH60 (2 Wo.)CH | Erstveröffentlichung: 6. August 2021                         |
| 2021 | Mit Mir A Loredana & Mozzik    | DE12 (6 Wo.)DE | AT18 (5 Wo.)AT | CH13 (4 Wo.)CH | Erstveröffentlichung: 27. August 2021                        |
| 2021 | Keine Tränen A Badmómzjay      | DE8 (5 Wo.)DE | AT22 (2 Wo.)AT | CH44 (1 Wo.)CH | Erstveröffentlichung: 22. September 2022                     |
| 2021 | Baby 2.0 A Lune & Zune         | DE16 (5 Wo.)DE | AT35 (2 Wo.)AT | CH19 (3 Wo.)CH | Erstveröffentlichung: 24. September 2021                     |
| 2021 | Mond A Montez feat. Badmómzjay | DE10 (7 Wo.)DE | AT30 (3 Wo.)AT | CH55 (1 Wo.)CH | Erstveröffentlichung: 30. September 2021                     |
| 2021 | Lautlos A Mario Novembre       | DE15 (5 Wo.)DE | AT22 (2 Wo.)AT | CH44 (1 Wo.)CH | Erstveröffentlichung: 12. November 2021                      |
| 2022 | Starlight Express A, P Montez  | DE49 (1 Wo.)DE | — | — | Erstveröffentlichung: 8. September 2023                      |
| 2023 | Sag was du vorhast A Jamule    | DE39 (1 Wo.)DE | — | — | Erstveröffentlichung: 16. Februar 2023                       |
| 2023 | Wenn ich will A Jamule         | DE43 (1 Wo.)DE | — | — | Erstveröffentlichung: 9. März 2023                           |
| 2023 | Nachbarschaft A Jamule         | DE54 (1 Wo.)DE | — | — | Erstveröffentlichung: 10. August 2023                        |
| 2023 | Erwachsen werden A Jamule      | DE55 (1 Wo.)DE | — | — | Erstveröffentlichung: 31. August 2023                        |
| Folgende Lieder erschienen nicht als Single, wurden aber durch das Album zum Download und Streaming bereitgestellt und konnten somit eine Platzierung erlangen: |                                | | | |                                                              |
| |                                | | | |                                                              |
| 2021 | Weißes Kleid A, P Apache 207   | DE68 (1 Wo.)DE | — | — | Charteinstieg: 10. September 2021                            |